# 苏马拉加 (菲律宾)
11°38′N 124°51′E / 11.633°N 124.850°E
苏马拉加（西班牙語：Zumarraga）是菲律宾萨马省的一座城市，2015年人口共有16295人。